# Netze (Woltershausen)
Netze ist eine Ortschaft der Gemeinde Lamspringe im Landkreis Hildesheim in Niedersachsen (Deutschland).

## Geografie
Netze liegt südsüdwestlich von Bad Salzdetfurth westlich des Gemeindesitzes Lamspringe. Die Ortschaft befindet sich östlich des Sackwalds bzw. nordöstlich des Ahrensbergs (374 m ü. NN) im westlichen Einzugsgebiet der Riehe bzw. im südlichen der Innerste.

## Geschichte
Netze, das zum Gut Harbarnsen gehörte, war angeblich schon in der Steinzeit besiedelt. In dem Ort wurde wohl auch der Vogelfang betrieben. In alten Schriften ist belegt, dass im Jahre 1487 die Adelsfamilie „von Steinberg“ größeren Grundbesitz besaß. Die örtliche Kapelle, die im Jahre 1853 erbaut wurde, gehört zum Kirchspiel Graste.
Im Ort befand sich von 1907 bis zum 31. Oktober 1959 ein Werk zur Kalk- und Mergelherstellung. In der Fabrik arbeiteten bis zu 80 Arbeiter, die 1958 ihren Job verloren, weil das Werk geschlossen wurde. Im Jahre 1959 wurde der 60 Meter hohe Schornstein und der Schachtofen gesprengt. Somit verschwand ein markanter Punkt aus der Börder Landschaft.
Das im Ort befindliche Dorfgemeinschaftshaus wurde in Eigenarbeit der Einwohner erstellt. Es ist in Netze ein Mittelpunkt des dörflichen Gemeinschaftslebens.
Obwohl es viele erwerbstätige Pendler gibt, die täglich zu ihren Arbeitsplätzen in Großbetrieben und Industriestandorten fahren, gibt es im landwirtschaftlich geprägten Netze noch einige hauptberufliche Landwirte.
Am 1. März 1974 wurden die Gemeinden Graste, Netze und Woltershausen-Hornsen in die neue Gemeinde Woltershausen eingegliedert.
Die Gemeinden Woltershausen, Harbarnsen, Lamspringe, Neuhof und Sehlem der aufgelösten Samtgemeinde Lamspringe wurden am 1. November 2016 zur neuen Gemeinde Lamspringe vereinigt.

## Politik

### Gemeinderat und Bürgermeister
Auf kommunaler Ebene wird der Ortsteil Netze vom Rat der Gemeinde Lamspringe vertreten.

### Ortsvorsteher
Der Ortsvorsteher von Netze ist Volker Deike (CDU).

### Wappen
Der Gemeinde wurde das Ortswappen am 30. September 1938 durch den Oberpräsidenten der Provinz Hannover verliehen. Der Landrat aus Alfeld überreichte es am 16. Januar 1939.
| Wappen von Netze | Blasonierung: „In Blau auf silbernem Boden eine auf goldenem Schemel sitzende, weißgekleidete Bäuerin mit goldenem Haar und goldenen Schuhen, die mit einer goldenen Handspindel von einem goldenen Handwocken spinnt, dessen silberner Flachs von goldenem Wockenblatt zusammengehalten wird.“ |
| Wappen von Netze | Wappenbegründung: In der Gemeinde Netze, deren Gemarkung nur klein ist, wurde von alters her auf sämtlichen Bauernhöfen als Nebenerwerb die Flachsverarbeitung in größerem Ausmaße betrieben. Er hatte seine Grundlage im Hausfleiß der Bäuerinnen, die in steter Bereitschaft Spindel für Spindel voll spannen, die der Webstuhl zu Linnen verarbeitete. So erkor die Gemeinde sich mit gutem Recht eine spinnende Frau zum Wappensymbol und setzte der nie rastenden Bäuerin ein Denkmal in ihrem Wappen. |

## Kultur
Regelmäßige Veranstaltungen
- Einmal im Jahr findet ein Dorfabend mit vielen Auftritten der örtlichen Bevölkerung statt.
- In allen geraden Jahren feiert die Jugend des Dorfes im Wechsel mit dem Nachbarort Irmenseul das sog. „Pfingstbier“. Im Jahr 2012 wurde das 150-jährige Bestehen dieser Tradition gefeiert.

## Verkehr
Netze ist über Kreisstraßen mit der Bundesstraße 243 an das Straßennetz angeschlossen. Die Ortschaft ist namensgebend für eine in der Nähe zum Dorf befindlichen Überleitstelle der Schnellfahrstrecke Hannover–Würzburg, die inklusive des Riesbergtunnels durch das Gemeindegebiet verläuft.